# Distretto di Shah Wali Kot
Il distretto di Shah Wali Kot è un distretto dell'Afghanistan appartenente alla provincia di Kandahar. Viene stimata una popolazione di 42.200 abitanti (dato 2012-13).